# Mesud I.
Mesud I. (sodobno turško I. Rükneddin Mesud ali Rukn al-Dīn Mas'ūd, perzijsko ركن الدین مسعود‎) je bil od leta 1116 do svoje smrti sultan seldžuškega Sultanata  Rum, * 1095,  † 1156.

## Vladanje
Po porazu in smrti očeta Kilič Arslana I. v bitki s Fakhrom al-Mulkom Radvanom Alepskim ob reki Kabur leta 1107 je Mesud izgubil prestol v korist svojega strica Malik Šaha I. S pomočjo Danišmendov je Mesudu uspelo osvojiti Konyo in leta 1116 poraziti Malik Šaha. Poražeca so oslepili in nato umorili. Mesud se je kasneje obrnil proti Danišmendom in osvojil njihovo ozemlje. Leta 1130 je začel graditi Aladinovo mošejo v Konyi, ki je bila dokončana leta 1221.
Proti koncu svojega vladanja se je vojskoval proti križarjem na drugem križarskem pohodu. Križarsko vojsko sta sestavljali vojska nemškega cesarja Konrada III.  in vojska francoskega kralja Ludvika VII. Mesud je obe vojski porazil, prvo leta 1147 pri Dorileju pri sodobnem Eskişehirju in drugo leta 1148 pri Laodikeji pri sodobnem  Denizliju.
Po smrti ga je nasledil sin Kilič Arslan II.
Ena od Mesudovih hčera je bila poročena z Ivanom Celepom Komnenom in bizantinske vladarske hiše, ki se je spreobrnil v islam.